# Popis hrvatskih veleposlanika u Njemačkoj
Republika Hrvatska i Savezna Republika Njemačka održavaju diplomatske odnose od 15. siječnja 1992. Sjedište veleposlanstva je u Berlinu.

## Veleposlanici
Veleposlanstvo Republike Hrvatske u SR Njemačkoj osnovano je odlukom predsjednika Republike od 22. siječnja 1992.
| Veleposlanik             | Postavljenje        | Opoziv              | Sjedište |
| ------------------------ | ------------------- | ------------------- | -------- |
| Ivan Ilić                | 21. siječnja 1992.  | 1. ožujka 1996.     | Bonn     |
| Zoran Jašić              | 6. svibnja 1996.    | 31. listopada 2000. | Bonn     |
| Milan Ramljak            | 24. svibnja 2001.   | 31. listopada 2002. | Berlin   |
| Vesna Cvjetković Kurelec | 31. ožujka 2003.    | 29. listopada 2008. | Berlin   |
| Miro Kovač               | 30. listopada 2008. | 31. srpnja 2013.    | Berlin   |
| Ranko Vilović            | 1. rujna 2013.      | 31. kolovoza 2017.  | Berlin   |
| Gordan Grlić Radman      | 16. rujna 2017.     | 2019.               | Berlin   |
| Gordan Bakota            | 2019.               |                     | Berlin   |

## Vanjske poveznice
- Njemačka na stranici MVEP-a